# Amphibolia campbelli
Amphibolia campbelli là một loài ruồi trong họ Tachinidae.